# Jan Pieter Heijestraat

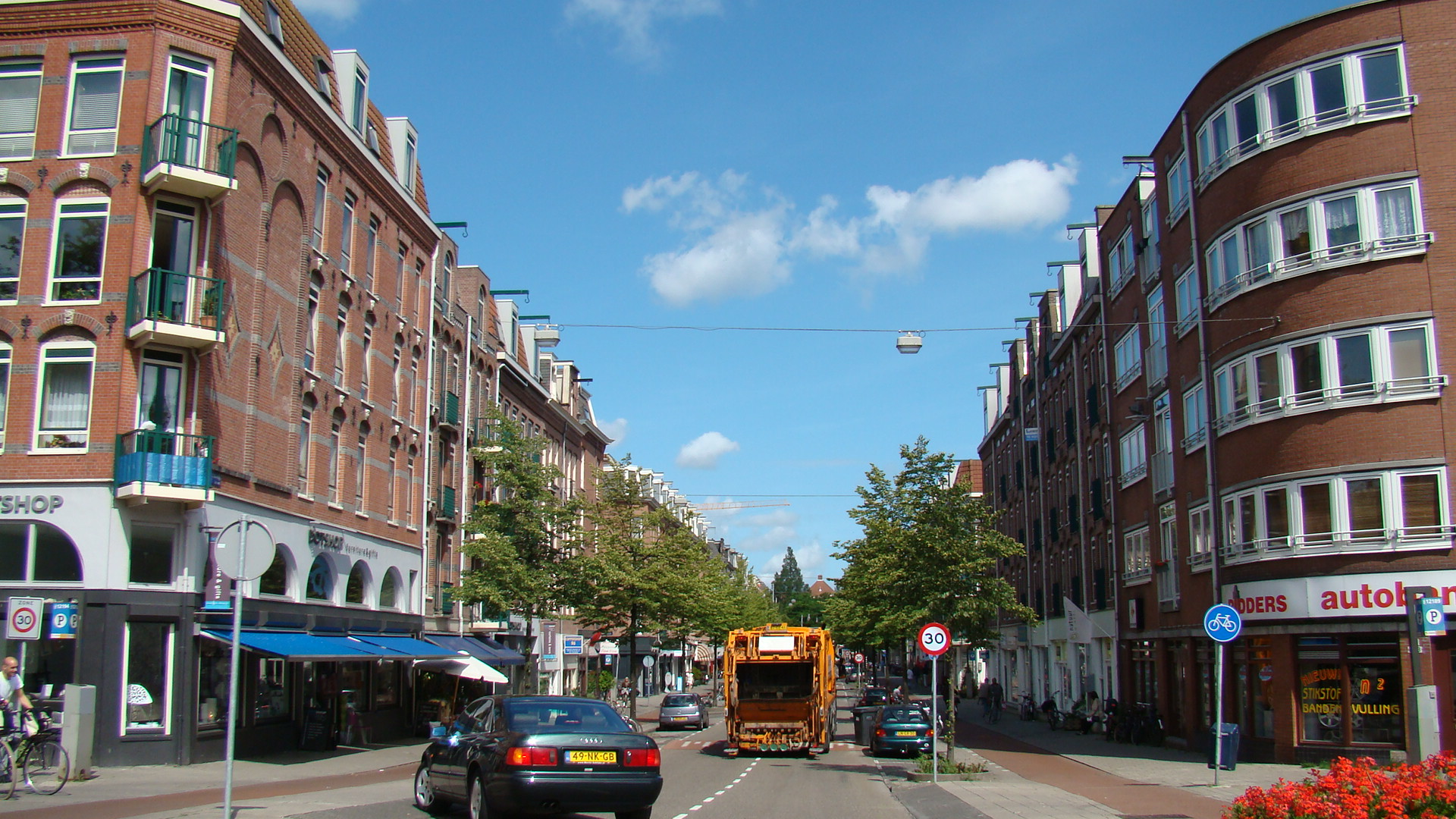
Jan Pieter Heijestraat.

De Jan Pieter Heijestraat is een straat in Amsterdam-West. De straat verbindt de Overtoom met de Kinkerstraat. Halverwege kruist de straat het Jacob van Lennepkanaal.
De straat werd in 1898 vernoemd naar de Amsterdamse geneesheer en dichter Jan Pieter Heije (1809-1876).

## Sociale woningbouw
De straat is gelegen in een wijk die werd gebouwd met veel goedkope revolutiebouw. De bevolking groeide in de tweede helft van de 19e eeuw van 180.000 naar 520.000 in 1900. De bevolkingsexplosie maakte stadsuitbreiding noodzakelijk in de 19e-eeuwse-gordel. Voor het eerst ging Amsterdam bouwen buiten de Singelgracht. Hier verrezen na 1875 slecht gebouwde volkswijken, waar de Kinkerbuurt er slechts een van was. Hoe beroerd de kwaliteit van de huizen was, blijkt wel uit het feit dat een groot aantal al tijdens of vlak na de bouw instortte. In januari 1899 stortten negen in aanbouw zijnde panden aan de Jan Pieter Heijestraat in. Nadat er in de maanden daarna nog een aantal panden in Amsterdam instortte, werd het gemeentebestuur eindelijk wakker. De Dienst Bouw- en Woningtoezicht werd opgericht, die ruime bevoegdheden kreeg én bovendien een kundig directeur, de latere burgemeester ir. Jan Willem Cornelis Tellegen. Er kwam strengere regelgeving van het bouw- en woningtoezicht in Amsterdam in een nieuwe bouwverordening. Bouwvoorschriften en bouwtoezicht kregen ook een plek in de Woningwet van 1901.
Vooral ten noorden van het Jacob van Lennepkanaal is er nog veel sociale woningbouw te vinden langs deze straat, voornamelijk van woningcorporatie Stadgenoot.

## Openbaar vervoer
Tussen 1914 en 1923 reed tramlijn 17 door deze straat. Daarna werd deze vervangen door lijn 23 (Marnixstraat – Amstelveenseweg). Vanaf 1944 was er met de opheffing van lijn 23 geen regelmatig tramverkeer meer. Nadien reed lijn 23 tot 1958 alleen bij Stadionverkeer nog door de straat. Tot 1971 bleven de rails nog in gebruik voor omleggingen, waarna ze buiten gebruik kwamen en later werden opgebroken.
Van 1925 tot in de jaren zestig bestond er een keermogelijkheid voor de trams vanuit de Kinkerstraat via de Jan Pieter Heijestraat, Borgerstraat, Lootsstraat weer naar de Kinkerstraat.